# Montfalcon (Adelsgeschlecht)

Wappen der Herren von Montfalcon

Die Herren von Montfalcon waren ein savoyisches Adelsgeschlecht, das seinem Namen von  der heute zerstörten Burg Montfalcon, im Osten des Lac du Bourget herleitete. Das erste mit Namen bekannte Mitglied war Gautier, der mit seiner Frau Bulgarda im Jahr 1084 das Priorat Saint-Innocent bei Aix-les-Bains gründete. Das Geschlecht verzweigt sich in mehrere Seitenlinien, deren bedeutendste Montfalcon-Flaxieu von Heinrich begründet wurde, der um 1370 Eleonore von Balme, die Erbin von Flaxieu im Bugey heiratete. Aus dieser Linie stammten auch die zwei Bischöfe von Lausanne Aymon und Sébastien. Das Geschlecht erlosch in der Mitte des 17. Jahrhunderts.

## Familienmitglieder
- Aymon de Montfalcon, Bischof von Lausanne (1491–1517)
- Sébastien de Montfalcon, Bischof von Lausanne (1517–1536)